# Clinton Portis
Clinton Earl Portis (født 1. september 1981 i Laurel, Mississippi, USA) er en tidligere amerikansk footballspiller, der spillede i NFL som running back for Denver Broncos og Washington Redskins. Portis kom ind i ligaen i 2002 og spillede de første to år af sin NFL-karriere hos Denver Broncos. I 2004 blev han handlet til Washington Redskins for cornerbacken Champ Bailey og et andetrundevalg i årets draft. Han spillede derefter for Redskins indtil 2011. Han trak sig officielt tilbage i 2012. 
Portis blev i 2002 kåret til den bedste offensive rookie (førsteårsspiller) i ligaen. I 2003 og 2008 blev han desuden udtaget til Pro Bowl, NFL's All Star-kamp. I hele karrieren nåede han at løbe for 9923 yards og score 75 touchdowns.

## Klubber
- Denver Broncos (2002–2003)
- Washington Redskins (2004–2010)